# Liste des œuvres de Simone Weil
Cette liste des œuvres de Simone Weil présente la bibliographie chronologique des textes écrits par Simone Weil durant sa vie, publiés ou non, et des ouvrages parus après sa mort.

## Textes de Simone Weil
Simone Weil n'a publié qu'en revues ; aucun de ses textes n'a été imprimé en tant que livre ou comme partie d'un livre de son vivant.

### 1925
- Imagination et perception (octobre 1925)
- « Le Conte des six cygnes dans Grimm » (novembre 1925)

### 1926
- Sur le temps (début 1926)
- « Le Beau et le Bien » (février 1926)
- « Du temps » (juillet 1926)
- « L'Existence et l'objet »
- Fragments sur la liberté
- « Le Dogme de la Présence réelle »
- Dissertation sur Stendhal
- Sur l'idée et les objets
- « Que la seule action est la pensée »

### 1926-1927
- L'esprit et la matière

### 1927-1928
- « Le Sentiment de la Nature chez Vigny »
- Introduction à des cours à l'intention d'ouvriers

### 1928
- « Commentaire d'une remarque de Kant, pour faire partie d'une dissertation sur Poésie et Vérité » (janvier 1928)
- « Réflexions concernant le service civil » et « Sur l'idée de Ganuchaud et Canguilhem » (été 1928)

### 1928-1929
- « Des différents sens du mot ordre »
- Les devoirs des représentants du peuple

### 1929
- « Pour la Ligue [des droits de l'Homme] » (début 1929)
- « De la perception ou l'aventure de Protée », Libres Propos, no 5, 20 mai 1929
- « Du temps », Libres Propos, no 8, 20 août 1929

### 1929-1930
- « Sur une tentative d'éducation du prolétariat »

### 1930
- « D'une antinomie du droit »
- « Science et perception dans Descartes » (mémoire du DES)

### 1925-1930
Textes non datés, mais certainement rédigés entre 1925 et 1930.
- Sur Léon Letellier
- Le Donné et le construit
- Le Subjectif et l'objectif
- Le Travail comme médiation
- La Division du travail et l'égalité de salaires
- L'Habitude
- Sur Freud
- Question de l'égalité des esprits
- Sur la morale de Kant
- Sur le sentiment religieux et la croyance en Dieu
- Sur l'idée et la chose
- Sur la finalité
- Sur Michel Letellier

### 1930-1931
- « Fonctions morales de la profession »

### 1931
- « Le Congrès de la C.G.T. », Libres Propos, nlle série, 5e année, no 10, octobre 1931
- « La marche vers l'unité syndicale. Une réunion intersyndicale au Puy », L'Effort, no 282, 21 novembre 1931
- « Réflexions concernant la crise économique », Syndicat national des institutrices et instituteurs publics de France et des colonies, Bulletin de la Section de la Haute-Loire, XIII, no 68, novembre 1931
- « En marge du Comité d'études », L'Effort, no 286, 19 décembre 1931

### 1932
- « Après la mort du Comité des 22 », L'Effort, no 288, janvier 1932
- « Une nouvelle étape dans le mouvement des chômeurs. Communiqué du Comité des chômeurs », La Tribune républicaine, 9 janvier 1932
- « Une histoire instructive », La Tribune républicaine, 22 janvier 1932
- « Dans la région stéphanoise. Réunion du 16 janvier », L'Effort, no 291, 23 janvier 1932
- « Les modes d'exploitation », L'Effort, no 292, 30 janvier 1932
- « Cercle d'études », L'Effort, no 293, 6 février 1932
- « La Conférence du désarmement », L'Effort, no 295, 20 février 1932
- « Une survivance du régime des castes », Syndicat national des institutrices et instituteurs publics de France et des colonies, Bulletin de la Section de la Haute-Loire, XIII, no 70, janvier-février 1932
- « Après la mort de Briand », Libres Propos, nlle série, 6e année, no 3, février 1932
- « Le capital et l'ouvrier », L'Effort, no 298, 12 mars 1932
- « Après la visite d'une mine », L'Effort, no 299, 19 mars 1932
- « Autour de la mort de Fritsch », L'Effort, no 303, 16 avril 1932
- « Le flic roi. L'assassinat et l'enterrement de Fritsch », La Révolution prolétarienne, no 126, avril 1932
- La camarade Simone Weil nous écrit [extrait d'une lettre], La Révolution prolétarienne, no 126, avril 1932
- « U.R.S.S. et Amérique », L'Effort, no 314, 2 juillet 1932
- « Conditions d'une révolution allemande. Et maintenant ?, par Léon Trotsky », Libres Propos, nlle série, 6e année, no 8, août 1932
- « Premières impressions d'Allemagne », La Révolution prolétarienne, no 134, 25 août 1932
- « Souvenirs de Belgique » (septembre 1932)
- « Impressions d'Allemagne (août et septembre). L'Allemagne en attente », La Révolution prolétarienne, no 138, 25 octobre 1932
- « Les événements d'Allemagne. La grève des transports de Berlin. Les élections », La Révolution prolétarienne, no 140, 25 novembre 1932

### 1933
- « La situation en Allemagne » [I], L'École émancipée, no 10, 4 décembre 1932 ; no 12, 18 décembre 1932 ; no 15, 8 janvier 1933 ; no 16, 15 janvier 1933 ; no 18, 29 janvier 1933 ; no 19, 5 février 1933 ; no 20, 12 février 1933 ; no 21, 19 février 1933 ; no 22, 26 février 1933 ; no 23, 5 mars 1933 ;
- « La situation en Allemagne » [II], Libres Propos, nlle série, 7e année, no 2, 25 février 1933
- Contre la politique néfaste de la direction fédérale, Le Travailleur de l'enseignement, 5e année, no 5, février 1932
- [Compte rendu :] « Histoire de la Révolution russe par Trotsky (tome I) » (février 1933)
- Tribune de discussion. Sur la situation en Allemagne, L'École émancipée, no 28, 9 avril 1933
- « Déclaration à la séance du 22 avril 1933 de la conférence dite d'unification »
- « Sur la situation en Allemagne. Quelques remarques sur la réponse de la M.O.R. », L'École émancipée, no 31, 7 mai 1933
- « Réflexions concernant la technocratie, le national-socialisme, l'U.R.S.S. et quelques autres points » (printemps 1933)
- [Compte rendu :] Ferdinand Fried : La Fin du capitalisme (printemps 1933)
- « Faisons le point » (printemps 1933)
- « À quoi correspond l'organisation des tendances de notre Fédération ? » (printemps 1933)
- Sur le mouvement d'Amsterdam
- « Le centenaire de Paul Bert », Bulletin départemental du Syndicat de l'enseignement laïc de l'Yonne, no 4, avril-mai 1933
- « L'affaire Freinet », Libres Propos, nlle série, 7e année, no 6, 25 juin 1933
- Programme pour les syndicats de l'enseignement (fin juin 1933)
- « Quelques réflexions sur le patriotisme » (juillet 1933)
- « Front unique et unité syndicale » (juillet 1933)
- « Un appel aux syndiqués de la C.G.T.U. Pour la démocratie syndicale ! Contre les exclusions de tendance ! », La Révolution prolétarienne, no 155, 10 juillet 1933
- « La patrie internationale des travailleurs », L'Effort, no 389, 22 juillet 1933
- « Le rôle de l'U.R.S.S. dans la politique mondiale », L'École émancipée, no 42, 23 juillet 1933
- « Perspectives. Allons-nous vers la révolution prolétarienne ? », La Révolution prolétarienne, no 158, 25 août 1933
- [Compte rendu :] « E.O. Volkmann : La Révolution allemande », La Critique sociale, no 9, septembre 1933
- [Compte rendu :] « E. Günther Gründel : La mission de la jeune génération », La Critique sociale, no 9, septembre 1933
- « Le congrès de la C.G.T.U. », L'Effort, no 402, 28 octobre 1933
- « Réflexions sur la guerre », La Critique sociale, no 10, novembre 1933
- [Compte rendu :] « Rosa Luxemburg : Lettres de la Prison », La Critique sociale, no 10, novembre 1933
- [Compte rendu :] « Lénine : Matérialisme et empiriocriticisme », La Critique sociale, no 10, novembre 1933
- « Le problème de l'U.R.S.S. », L'Effort, no 406, 2 décembre 1933
- « Notion du socialisme scientifique », L'Effort, no 409, 16 décembre 1933
- « À propos de La Condition humaine de Malraux » (décembre 1933)
- Conversation avec Trotsky (fin décembre 1933)
- « Encore quelques mots sur le boycottage » (fin 1933 ou début 1934)

### 1933-1934
- Cahier I (une partie a été ajoutée en 1938)

### 1934
- Le groupement de l'« Ordre nouveau » (début 1934)
- « Le matérialisme historique », L'Effort, no 416, 3 février 1934
- « Modalités de l'action antifasciste » (février 1934)
- « Un soulèvement prolétarien à Florence au XIVe siècle », La Critique sociale, no 11, mars 1934
- [Compte rendu :] « Otto Rühle : Karl Marx », La Critique sociale, no 11, mars 1934
- « À qui le pouvoir ? », La Révolution prolétarienne, no 179, 25 juillet 1934
- « Réflexions sur les causes de la liberté et de l'oppression sociale » (mai à décembre 1934)

### 1935
- « Un appel aux ouvriers de Rosières » (décembre 1935)
- « Journal d'usine » (tenu du 4 décembre 1934 au 8 août 1935)

### 1936
- « Expérience de la vie d'usine » (terminé à Marseille en 1941)
- « Réponse à une question d'Alain » (mars 1936)
- « Antigone », Entre nous. Chronique de Rosières, 16 mai 1936
- « Électre » (mai-juin 1936)
- « La vie et la grève des ouvrières métallos », La Révolution prolétarienne, no 224, 10 juin 1936
- « La victoire des métallos » (juin 1936)
- « Remarques concernant l'article 19 du contrat collectif (§ C) » (juin 1936)
- « Quelques réflexions sur les suites de la déclaration de Salengro », La Révolution prolétarienne, no 228, 10 août 1936
- « Journal d'Espagne » (août 1936)
- « La déclaration de la C.G.T. », Le Libertaire, 23 octobre 1936
- « Faut-il graisser les godillots ? », Vigilance, no 44-45, 27 octobre 1936
- « Réflexions pour déplaire » (octobre 1936)
- « Lettre ouverte à un syndiqué » (novembre 1936)
- « Le Congrès des Métaux », Le Libertaire, 4 décembre 1936
- « Réflexions brutales » (probablement fin 1936)
- Que se passe-t-il en Espagne ? (fin 1936)
- « La politique de neutralité et l'assistance mutuelle » (fin 1936-début 1937)

### 1936-1937
- « La politique de neutralité et l'assistance mutuelle »
- « Non-intervention généralisée »
- « Les rapports franco-allemands »
- « Lettre aux Indochinois »

### 1937
- « Progrès et production »
- [Antiquité et actualité]
  - I. « La grève des plébéiens romains », Syndicats, no 23, 18 mars 1937
  - II. « Une république en proie aux soudards : Marius et Sylla » (début 1937)
  - III. « Un mouvement revendicatif dans l'armée romaine de Germanie » (début 1937)
- [Conflits du Nord]
  - « 1. Rapport sur Maubeuge
  - 2. Rapport sur le conflit de Lille
  - 3. Difficultés dans l'application du contrat collectif
  - 4. Note annexe sur deux usines de Lille
  - 5. Note sur l'attitude actuelle du S.I.A.M. de Lille
  - 6. Note sur le rôle du parti communiste dans les grèves du Nord » (début 1937)
- « Remarques sur les enseignements à tirer des conflits du Nord »
- « Principes d'un projet pour un régime intérieur nouveau dans les entreprises industrielles » (début 1937)
- « Projet d'une section de consultation pour les conflits sociaux en liaison avec les Conseils économiques et juridiques prévus » (début 1937)
- « Lettre ouverte à Messieurs les industriels » (début 1937)
- « La situation actuelle dans la C.G.T. » (février 1937)
- « Un peu d'histoire à propos du Maroc », Syndicats, no 17, 4 février 1937
- « Le Maroc, ou De la prescription en matière de vol », Vigilance, nos 48/49, 10 février 1937
- « Le Congrès de l'Union des Syndicats de la région parisienne », La Révolution prolétarienne, no 240, 10 février 1937
- « Crise d'autorité ? », Syndicats, no 18, 11 février 1937
- « La rationalisation » (23 février 1937)
- « Le sang coule en Tunisie », Feuillets libres de la Quinzaine, 3e année, no 33, 25 mars 1937
- « Le Plan de la C.G.T.
  - 1. Va-t-on reparler du Plan ?
  - 2. Quelques remarques sur le Plan de la C.G.T.
  - 3. Il faudrait aussi un Plan de la C.G.T. pour la politique internationale » (février-mars 1937)
- « Quelques méditations concernant l'économie »
- « Les classes » et « La dialectique »
- Ébauches et fragments sur Marx et le marxisme
- « Ne recommençons pas la guerre de Troie », Nouveaux Cahiers, 1re année, nos 2 et 3, 1er et 15 avril 1937
- « Prestige national et honneur ouvrier », Syndicats, no 26, 8 avril 1937
- « Les dangers de guerre et les conquêtes ouvrières », Syndicats, no 28, 22 avril 1937
- « France-Allemagne et lutte de classes » (printemps 1937)
- « Méditation sur l'obéissance et la liberté » (printemps 1937)
- « Méditations sur un cadavre » (juin ou juillet 1937)
- « La condition ouvrière » (30 septembre 1937)
- « Sur les contradictions du marxisme » (fin 1937)
- « Examen critique des idées de révolution et de progrès » (fin 1937)

### 1938
- Une protestation, Vigilance, no 61, 10 janvier 1938
- « Qui est coupable de menées antifrançaises ? »
- « La classe ouvrière et le Statut du Travail » (fin février 1938)
- « À propos du syndicalisme "unique, apolitique, obligatoire" » (février-mars 1938)
- « "Ces membres palpitants de la patrie..." », Vigilance, no 63, 10 mars 1938
- « Pour une négociation immédiate » (mars 1938)
- « L'Europe en guerre pour la Tchécoslovaquie ? », Feuillets libres de la Quinzaine, 4e année, no 58, 25 mai 1938
- « Réflexions sur la conférence de Bouché » (printemps 1938)
- « Quel est l'objet du débat ? » (fin septembre 1938)
- « Désarroi de notre temps » (fin 1938)
- « Les nouvelles données du problème colonial dans l'Empire français », Essais et combats, nos 2/3, décembre 1938

### 1938-1939
- Mise au point
- Après Munich
- Sur le régime colonial
- « L'Iliade ou le poème de la force » (publié en 1940-1941)

### 1939
- « Un petit point d'histoire » [Lettre au Temps]
- « Quelques réflexions sur les origines de l'hitlérisme » (la deuxième partie, « Hitler et la politique extérieure de la Rome antique », a été publiée en 1940 ; la troisième partie fut imprimée sur épreuves mais refusée par la censure)
- « Réflexions sur la barbarie »
- « Réflexions en vue d'un bilan » (printemps-été 1939)
- « Rome et l'Albanie », Nouveaux Cahiers, no 48, 1er juillet 1939
- Programme pour temps de guerre (fin 1939)

### 1940
- « Hitler et la politique extérieure de la Rome antique », Nouveaux Cahiers, no 53, 1er janvier 1940
- « Projet d'une formation d'infirmières de première ligne » (mai 1940, repris en 1941-1942)
- « Venise sauvée » (pièce commencée en 1940 et restée inachevée)

### 1940-1941
- Cahiers inédits I et II (septembre 1940-janvier 1941)
- « L'Iliade ou le poème de la force », Cahiers du Sud, nos 230 et 231, décembre 1940 et janvier 1941
- « L'agonie d'une civilisation vue à travers un poème épique » (décembre 1940-janvier 1941 ; publié en 1943)
- Sur les camps d'internement et la politique pénale

### 1941
- Cahiers II et III (janvier-septembre 1941)
- « Quelques réflexions autour de la notion de valeur » (janvier-février 1941)
- « Demande pour être admise en Angleterre » (entre janvier et mai 1941)
- « À propos des Jocistes », Cahiers du Sud, no 234, avril 1941
- « La Philosophie », Cahiers du Sud, no 235, mai 1941
- « Lettre aux Cahiers du Sud sur les responsabilités de la littérature » (avril 1941, publié en 1951)
- « Essai sur la notion de lecture » (avril ou mai 1941, publié en 1946)
- « Remarques sur l'article d'Aragon » (juin 1941)
- « La science et nous » (printemps 1941)
- « Du fondement d'une science nouvelle » (août 1941)
- « Esquisse des principes d'une science nouvelle » (septembre 1941)
- [Compte rendu :] « L'Avenir de la science » (automne 1941, publié en 1942)
- « Réflexions à propos de la théorie des quanta » (novembre 1941, publié en 1942)
- Notes sur le caractère (septembre 1941)
- « Morale et littérature » (octobre 1941, publié en 1944)
- Cahier IV (début septembre-fin octobre 1941)
- Cahier V (fin octobre-novembre 1941)

### 1941-1942
Durant son séjour à Marseille, Simone Weil a traduit et rassemblé à l'intention d'amis et de correspondants (Gustave Thibon, le père Joseph-Marie Perrin, Joë Bousquet) des textes issus de traditions diverses (extraits de textes grecs, indiens, égyptiens, chinois, bouddhistes, taoïstes ; poèmes polynésiens, contes, récits folkloriques). Ces textes datent de 1941-1942 et se trouvent au volume 2 du tome IV de ses Œuvres complètes (publié en 2009).
- Cahier VI (décembre 1941-janvier 1942)

### 1942
- Cahier VII (janvier-février 1942)
- Cahier VIII (février-mars 1942)
- Cahier IX (mars 1942)
- Cahier X (fin mars-avril 1942)
- Cahier XI (avril 1942)
- Cahier XII (fin avril-juin 1942)
- « Dieu dans Platon » (février-mars 1942)
- « Héraclite »
- « Intuitions pré-chrétiennes » (avril-mai 1942)
- « Esquisse d'une histoire de la science grecque »
- « En quoi consiste l'inspiration occitanienne » (février 1942, publié en 1943)
- « Réflexion sur le bon usage des études scolaires en vue de l'amour de Dieu » (printemps 1942)
- « Le christianisme et la vie des champs (printemps 1942, publié en 1953)
- « Réflexions sans ordre sur l'amour de Dieu » (avril 1942)
- « Pensées sans ordre concernant l'amour de Dieu » (avril 1942)
- « Condition première d'un travail non servile » (avril 1942)
- « Les trois fils de Noé et l'histoire de la civilisation méditerranéenne » (avril 1942)
- « Israël et les "Gentils" » (avril 1942)
- [Compte rendu :] L'Avenir de la science, Cahiers du Sud, no 245, avril 1942
- « Formes de l'amour implicite de Dieu » (mai 1942)
- « À propos du Pater » (mai 1942)
- « L'amour de Dieu et le malheur » (mai 1942)
- « Note sur les relations primitives du christianisme et des religions non hébraïques » (mai 1942)
- « Expérience de la vie d'usine. Lettre ouverte à Jules Romains », Économie et Humanisme, no 2, juin-juillet 1942
- « Réflexions à propos de la théorie des quanta », Cahiers du Sud, no 251, décembre 1942
- « Le gaullisme n'existe pas du tout en France comme mouvement politique… » (Gaullism as a political movement…)
- « À propos des problèmes dans l'Empire français » (About the Problems in the French Empire)
- « Traitement des prisonniers de guerre noirs de l'armée française » (Treatment of Negro War-Prisoners from the French Army)
- « Lettre à un religieux » (lettre au père Couturier)

### 1943
- Notes écrites à Londres (ou cahier de Londres) (décembre 1942-août 1943)
- « L'agonie d'une civilisation vue à travers un poème épique » et « En quoi consiste l'inspiration occitanienne », Cahiers du Sud, numéro spécial Le Génie d'Oc et l'homme méditerranéen, février 1943
- « Collectivité — Personne — Impersonnel — Droit — Justice » (paru sous le titre « La personnalité humaine, le juste et l'injuste » puis « La personne et le sacré »)
- « Luttons-nous pour la justice ? »
- « Cette guerre est une guerre de religions »
- « Réflexions sur la révolte »
- « À propos de la question coloniale dans ses rapports avec le destin du peuple français »
- « Y a-t-il une doctrine marxiste ? »
- « Théorie des sacrements »
- « Profession de foi »
- « Légitimité du gouvernement provisoire »
- « Note sur la suppression générale des partis politiques »
- « Idées essentielles pour une nouvelle Constitution »
- « Remarques sur le nouveau projet de Constitution »
- « Les bases de la réforme constitutionnelle »
- « Structure du gouvernement et création d'un parti »
- « Schéma de la Constitution hitlérienne française »
- « Les responsabilités et les sanctions »
- « Bases d'un statut des minorités françaises non chrétiennes et d'origine étrangère »
- « Rapport sur la situation actuelle »
- « Étude pour une déclaration des obligations envers l'être humain »
- « Prélude à une déclaration des devoirs envers l'être humain »

## Publications posthumes de Simone Weil
Les textes de Simone Weil ont d'abord paru entre 1949 et 1968 aux éditions Gallimard, dans la collection « Espoir » que dirigeait Albert Camus, à l'exception d'Attente de Dieu, des Intuitions pré-chrétiennes et d'une partie des Cahiers. Ils ont ensuite été édités dans les Œuvres complètes à partir de 1988.

### 1947
- La Pesanteur et la grâce, Paris, Plon, 1947, rééd. 1988 ; Paris, Pocket, 1991, 278 p.[5]

### 1949
- L'Enracinement. Prélude à une déclaration des devoirs envers l'être humain, Paris, Gallimard, coll. « Espoir », 1949, 256 p. ; coll. « Idées », 1962, 384 p. ; coll. « Folio Essais », 1990, 384 p. ; Flammarion, coll. « Champs », 2014, 480 p. (nouvelle édition conforme au manuscrit original) ; Paris, Payot, coll. « Petite bibliothèque Payot », 2021, 336 p. (édition reproduisant celle de 1949)

### 1950
- La Connaissance surnaturelle, Paris, Gallimard, coll. « Espoir », 1950, 344 p.
- Attente de Dieu, Paris, La Colombe-Le Vieux Colombier, 1950, 344 p. ; Paris, Fayard, 1966, rééd. 1985, 256 p. ; Paris, Albin Michel, 2016, 272 p.

### 1951
- Lettre à un religieux, Paris, Gallimard, coll. « Espoir », 1951, 96 p.
- La Condition ouvrière, Paris, Gallimard, coll. « Espoir », 1951, 276 p. ; coll. « Idées », 1964, 384 p. ; éd. augmentée, coll. « Folio Essais », 2002, 528 p. ; Paris, Flammarion, coll. « GF », 2022, 368 p. ; Paris, Payot, coll. « Petite bibliothèque Payot », 2022, 128 p.
- Intuitions pré-chrétiennes, Paris, La Colombe-Le Vieux Colombier, 1951, 184 p. ; Paris, Fayard, 1966, rééd. 1985, 184 p.
- Cahiers, t. I, Paris, Plon, 1951, rééd. 1970.

### 1953
- La Source grecque, Paris, Gallimard, coll. « Espoir », 1953, 168 p.
- Cahiers, t. II, Paris, Plon, 1953, rééd. 1972.

### 1955
- Oppression et liberté, Paris, Gallimard, coll. « Espoir », 1955, 280 p.

### 1956
- Cahiers, t. III, Paris, Plon, 1956, rééd. 1975.

### 1957
- Écrits de Londres et dernières lettres, Paris, Gallimard, coll. « Espoir », 1957, 264 p.

### 1960
- Écrits historiques et politiques, Paris, Gallimard, coll. « Espoir », 1960, 416 p.

### 1962
- Pensées sans ordre concernant l’amour de Dieu, Paris, Gallimard, coll. « Espoir », 1962, 160 p. ; coll. « Folio Sagesses », 2013, rééd. 2017, 112 p.

### 1966
- Sur la science, Paris, Gallimard, coll. « Espoir », 1966, 288 p.

### 1968
- Poèmes, suivis de Venise sauvée, Paris, Gallimard, coll. « Espoir », 1968, 144 p. ; Venise sauvée, Paris, Payot, coll. « Rivages poche », 2020, 128 p.

### 1980
- Réflexions sur les causes de la liberté et de l’oppression sociale, Paris, Gallimard, coll. « Idées », 1980, 160 p. ; coll. « Folio Essais », 1998, 160 p. ; Paris, Payot, 2020, 196 p. ; Montreuil, Libertalia, 2022, 350 p.

### 1988
- Œuvres complètes, tome I : Premiers écrits philosophiques, Paris, Gallimard, 1988, 456 p.
- Œuvres complètes, tome II : Écrits historiques et politiques, volume 1 : L'engagement syndical (1927-juillet 1934), Paris, Gallimard, 1988, 424 p.

### 1989
- Œuvres complètes, tome II : Écrits historiques et politiques, volume 3 : Vers la guerre (1937-1940), Paris, Gallimard, 1989, 352 p.

### 1991
- Œuvres complètes, tome II : Écrits historiques et politiques, volume 2 : L'expérience ouvrière et l'adieu à la révolution (juillet 1934-juin 1937), Paris, Gallimard, 1991, 648 p.

### 1994
- Œuvres complètes, tome VI : Cahiers, volume 1 (1933-septembre 1941), Paris, Gallimard, 1994, 576 p.

### 1997
- Œuvres complètes, tome VI : Cahiers, volume 2 (septembre 1941-février 1942), Paris, Gallimard, 1997, 744 p.

### 1999
- Œuvres, Paris, Gallimard, coll. « Quarto », 1999, 1288 p.

### 2002
- Œuvres complètes, tome VI : Cahiers, volume 3 : La porte du transcendant (février-juin 1942), Paris, Gallimard, 1997, 688 p.

### 2006
- Œuvres complètes, tome VI : Cahiers, volume 4 : La connaissance surnaturelle (juillet 1942-juillet 1943), Paris, Gallimard, 1997, 656 p.

### 2008
- Œuvres complètes, tome IV : Écrits de Marseille, volume 1 : Philosophie, science, religion, questions politiques et sociales (1940-1942), Paris, Gallimard, 2008, 624 p.

### 2009
- Œuvres complètes, tome IV : Écrits de Marseille, volume 2 : Grèce, Inde, Occitanie (1941-1942), Paris, Gallimard, 2009, 816 p.

### 2012
- Œuvres complètes, tome VII : Correspondance, volume 1 : Correspondance familiale, Paris, Gallimard, 2012, 640 p.

### 2013
- Œuvres complètes, tome V : Écrits de New York et de Londres, volume 2 : L'Enracinement, Prélude à une déclaration des devoirs envers l'être humain (1943), Paris, Gallimard, 2013, 480 p.

### 2014
L'œuvre de Simone Weil étant dans le domaine public depuis 2014, les éditions de ses textes se sont multipliées chez une diversité d'éditeurs autres que Gallimard par la suite.
- L'Iliade ou le poème de la force, Paris, Payot, coll. « Rivages poche », 2014, rééd. 2021, 208 p.

### 2015
- Écrits sur l'Allemagne, Paris, Payot, coll. « Rivages poche », 2015, 192 p.

### 2016
- Amitié. L'art de bien aimer, Paris, Payot, coll. « Rivages poche », 2016, 64 p.
- Note sur la suppression générale des partis politiques, Éditions Sillage, 1950, 1957, 52 p.  (ISBN 9782081408746)

### 2017
- La personne et le sacré, Paris, Payot, coll. « Rivages poche », 2017, 96 p.

### 2018
- Contre le colonialisme, Paris, Payot, coll. « Rivages poche », 2018, 112 p.

### 2019
- Œuvres complètes, tome V : Écrits de New York et de Londres, volume 1 : Questions politiques et religieuses (1942-1943), Paris, Gallimard, 2019, 768 p.

### 2021
- Étude pour une déclaration des obligations envers l'être humain et autres textes, Paris, Gallimard, coll. « Folio Sagesses », 2021, 96 p. (Extraits des Écrits de Londres)

### 2022
- Les besoins de l'âme, Paris, Payot, coll. « Petite bibliothèque Payot », 2022, 96 p. (Extraits de L'Enracinement)

### 2023
- Œuvres, Paris, Payot, coll. « Petite bibliothèque Payot », 2023, 464 p.
- Journal d'usine, Paris, Payot, coll. « Rivages poche », 2023, 100 p.
- Force, consentement et justice, Paris, Payot, coll. « Rivages poche », 2023, 120 p.